# فرانتزدي بيروت
فرانتزدي بيروت (مواليد 29 مارس 1995) هو لاعب كرة قدم من هايتي يلعب في مركز المهاجم في نادي مكابي حيفا.

## روابط خارجية
- فرانتزدي بيروت على موقع الاتحاد الأوربي (الإنجليزية)
- فرانتزدي بيروت على موقع الدوري الأمريكي (الإنجليزية)
- فرانتزدي بيروت على موقع إي إس بي إن إف سي (الإنجليزية)
- فرانتزدي بيروت على موقع قاعدة بيانات كرة القدم.إي يو (الإنجليزية)
- فرانتزدي بيروت على موقع ليكيب (الفرنسية)
- فرانتزدي بيروت على موقع ناشيونال فوتبول تيمز (الإنجليزية)
- فرانتزدي بيروت على موقع Soccerway.com (الإنجليزية)
- فرانتزدي بيروت على موقع عالم كرة القدم.نت (الإنجليزية)